# Bangerten
Bangerten is een plaats en voormalige gemeente in het Zwitserse kanton Bern en maakt deel uit van het district Seeland en sinds 1 januari 2016 van de gemeente Rapperswil.
Bangerten telt 153 inwoners.